# Claudia Salas

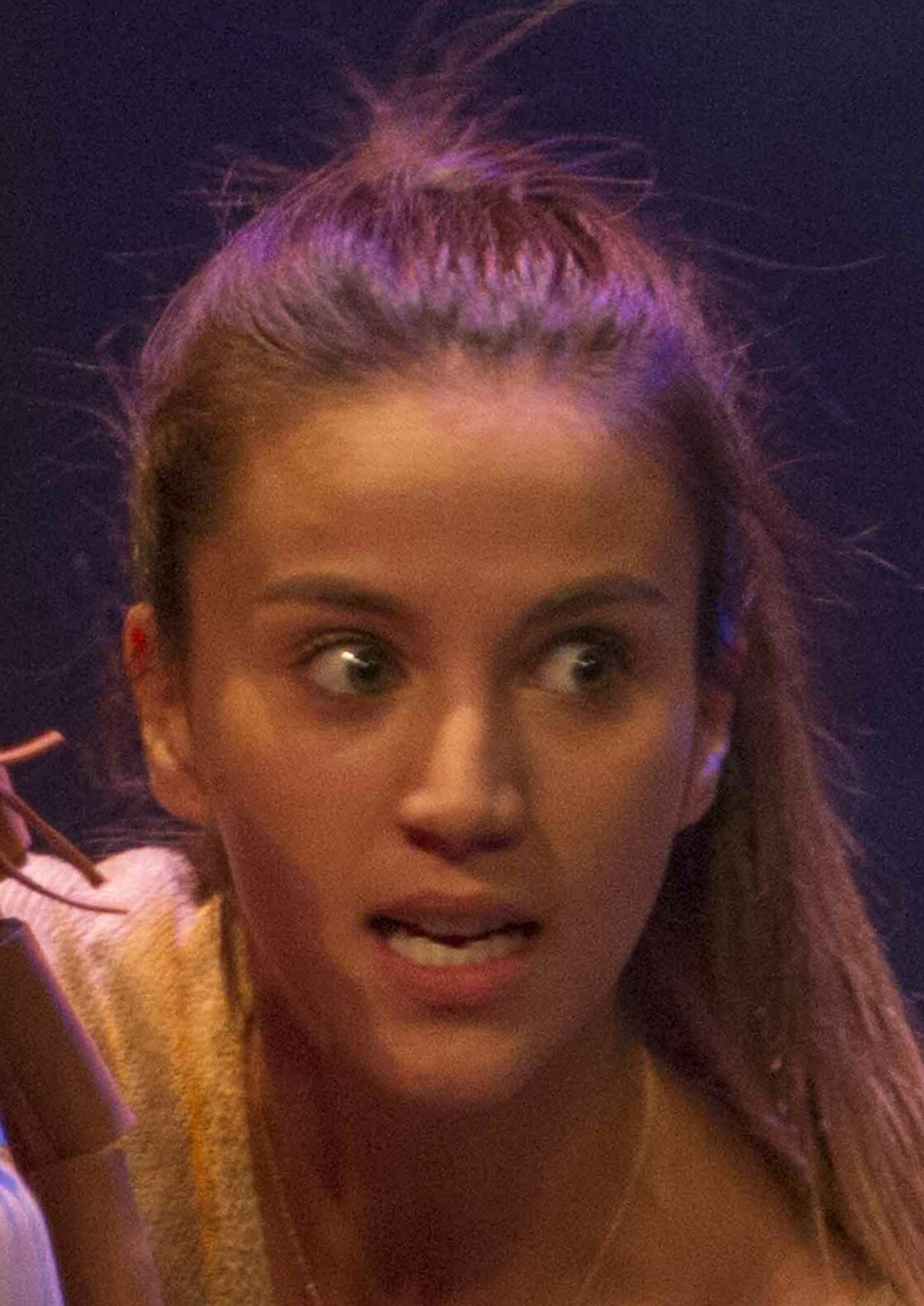
Claudia Salas, 2018

Claudia Salas (* 23. Juli 1994 in Madrid) ist eine spanische Schauspielerin.

## Leben
Salas wurde am 23. Juli 1994 in Madrid geboren. Sie lernte das Schauspiel an der Arte4 Drama School in Madrid. 2017 spielte sie erstmals in einer Fernsehserie, Seis hermanas, mit. Größere Bekanntheit erlangte sie durch ihre Rolle der Escalante in der Fernsehserie Die Pest. Von 2019 bis 2022 spielt sie die Rolle der Rebeka Parilla López in der Fernsehserie Élite. Zwischen 2022 und 2023 erhielt sie außerdem wiederkehrende Rollen in den Fernsehserien La Ruta und Las Pelotaris und war im Film Piggy zu sehen. 2024 war sie Teilnehmerin der Fernsehsendung El Hormiguero.

## Filmografie (Auswahl)
- 2017: Seis hermanas (Fernsehserie, Episode 1x432)
- 2018: Centro médico (Fernsehserie, Episode 8x24)
- 2018: Craks (Fernsehserie, Episode 2x02)
- 2019: Die Pest (La peste) (Fernsehserie, 6 Episoden)
- 2019–2022: Élite (Fernsehserie, 32 Episoden)
- 2022: Piggy (Cerdita)
- 2022: La Ruta (Fernsehserie, 8 Episoden)
- 2023: Las Pelotaris (Las Pelotaris 1926, Fernsehserie, 8 Episoden)
- 2024: Invasión